# إذخر نائي
إذخر نائي (الاسم العلمي:Cymbopogon distans) هو نوع من النباتات يتبع جنس الإذخر من الفصيلة النجيلية.